# Unió d'Arràs

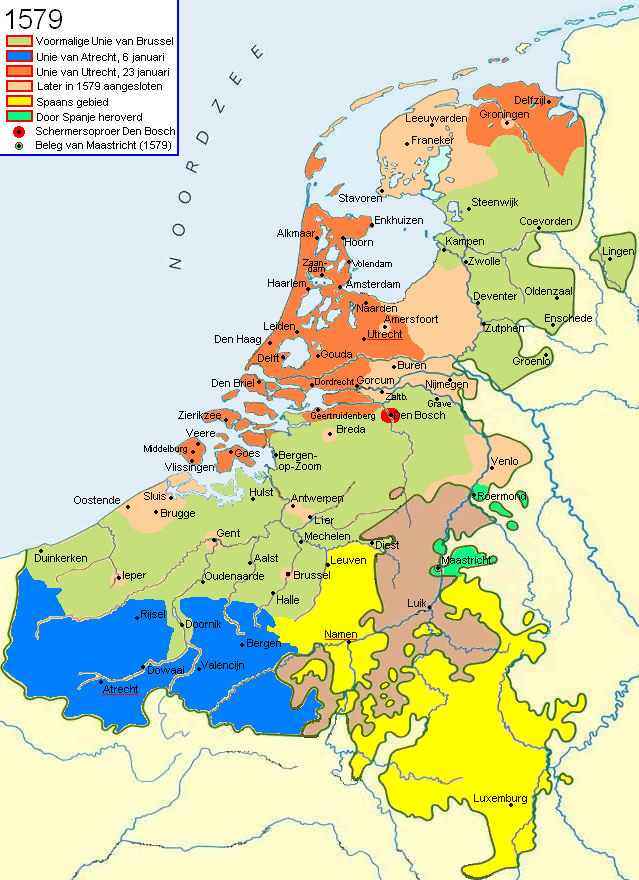
Mapa després del Tractat d'Utrecht (carta d'independència) el 1579, els territoris rebels en vermell (independentistes), i les seves annexions durant el primer any en marró clar. En verd clar els territoris de la Unió de Brussel·les, territoris que havien demanat al rei d'Espanya que portés els terços de Flandes després del motí dels terços i el saqueig d'Anvers (neutrals, reconeixent l'autoritat reial). En verd fort-turquesa territoris presos per Espanya inicialment. En blau la Unió d'Arràs, aliada d'Espanya. En marró fosc el Bisbat de Lieja, aliat d'Espanya.

La unió d'Arràs va ser un acord signat el 5 de gener de 1579 a la ciutat d'Arràs pel qual algunes províncies del sud dels Països Baixos reconeixien la sobirania de Felip II en el marc de la Guerra dels vuitanta anys en resposta a la República de Gant, on els calvinistes radicals havien pres la direcció i es va convertir en un reducte d'intolerància envers els catòlics. Alguns dels territoris que formaven aquestes províncies formen part de França des de 1659.
Els punts acordats en la unió van ser els següents: 
- Expulsió de les tropes estrangeres.
- Organització del Consell d'Estat de la mateixa manera en què estava durant el regnat de Carles V.
- Dos terços dels membres del Consell d'Estat havien de ser acceptats per tots els membres.
- Tots els privilegis vigents abans de la rebel·lió s'havien de tornar a instaurar.
- El catolicisme era l'única religió. El calvinisme havia de ser perseguit.

Les parts signatàries de la unió van ser:
- El comtat d'Hainaut.
- Artois, Lilla, Douai i Orchies pertanyents a França des de 1659.

Les províncies de Namur, Luxemburg i el Ducat de Limburg, malgrat ser favorables a la unió d'Arràs, no van signar l'acord. La resposta de les províncies que es mantenien rebels va ser la unió d'Utrecht signada uns dies més tard.